# Can Marfà. Museo del Género de Punto
La nave pequeña de la Fábrica de Can Marfà acoge la extensión del Museo de Mataró Can Marfà. Museo del Género de Punto (en catalán y oficialmente: Can Marfà. Museu del Gènere de Punt), dedicado a la conservación, documentación, investigación y difusión del patrimonio cultural relacionado con la industria del  género de punto. El equipamiento cuenta con 1.800 m² distribuidos en tres plantas.

## Planta baja: El área de exposiciones temporales
La planta baja, de carácter polivalente, acoge los servicios didácticos, el área de exposiciones temporales, un espacio de auditorio, que pretende ofrecer un escaparate abierto al público y a los profesionales del sector del género de punto para presentar las novedades en los ámbitos de la producción, del diseño, de la formación y de la investigación.

## Primera planta: La exposición de referencia
La primera planta acoge la exposición de referencia del equipamiento. La muestra, titulada Mataró, capital del género de punto (Mataró, capital del gènere de punt), presenta más de un centenar de objetos industriales explicando el proceso de fabricación del tejido de punto en Cataluña desde el siglo XVIII hasta la actualidad: maquinaria, herramientas, indumentaria, imágenes y documentos, con el objetivo de poner en valor una de las colecciones más importantes de Europa en su especialidad, y un patrimonio cultural estrechamente vinculado con la ciudad de Mataró.

### Ámbitos temáticos
La exposición se ordena en siete ámbitos temáticos:
- Te pondremos al día (Et posarem a punt): Audiovisual de introducción para explicar las características del género de punto.
- De la fibra a la malla (De la fibra a la malla): Los procesos de fabricación del género de punto: El hilado, la tejeduría, el diseño, el corte y la confección. Los acabados: el embalaje y la comercialización del producto.
- Los inicios del tejido de punto (Els inicis del teixit de punt): De la manufactura a los primeros telares mecánicos.
- La industrialización del género de punto (La industrialització del gènere de punt): lnovación tecnológica y organización del trabajo en las fábricas. El impacto social y urbanístico. Singularidad de la industria del tejido de punto para la ciudad de Mataró.
- Moda, fantasía y deporte (Moda, fantasia i esport): Los cambios en las pautas de consumo de vestir, la influencia de la moda y la aparición de nuevos productos. La renovación tecnológica.
- De la autarquía a la expansión del sector (De l’autarquia a l’expansió del sector): El impulso a la construcción de maquinaria de género de punto. Las industrias auxiliares. El impacto de la revolución del nailon.
- Perspectivas de futuro (Perspectives de futur): La importancia del diseño y el impacto de las nuevas tecnologías.

### Galería primera planta

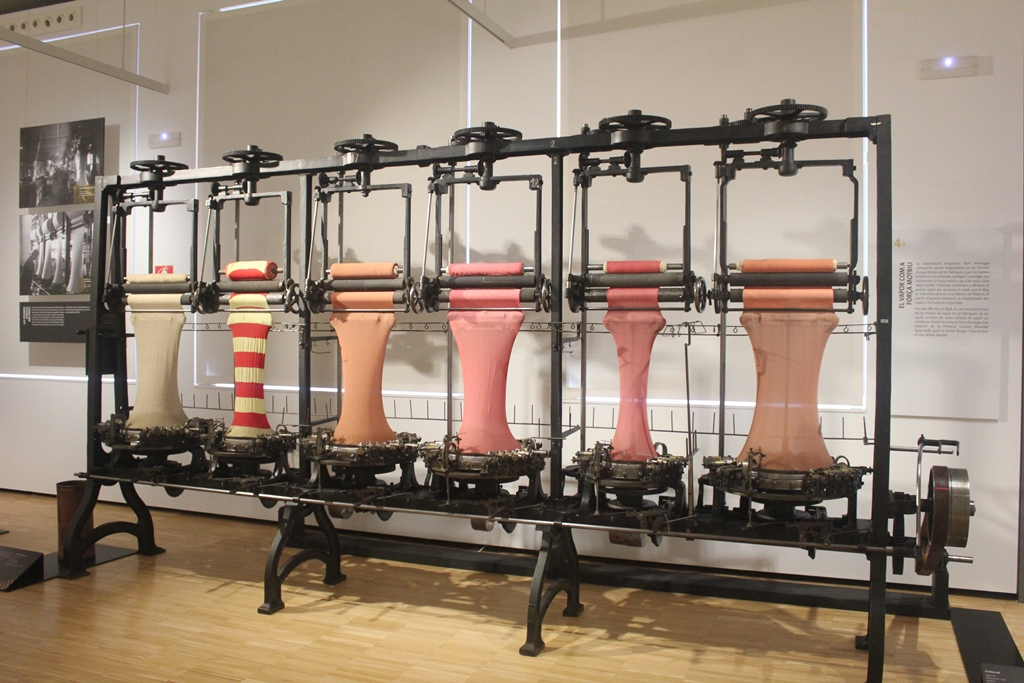
Fila de telares
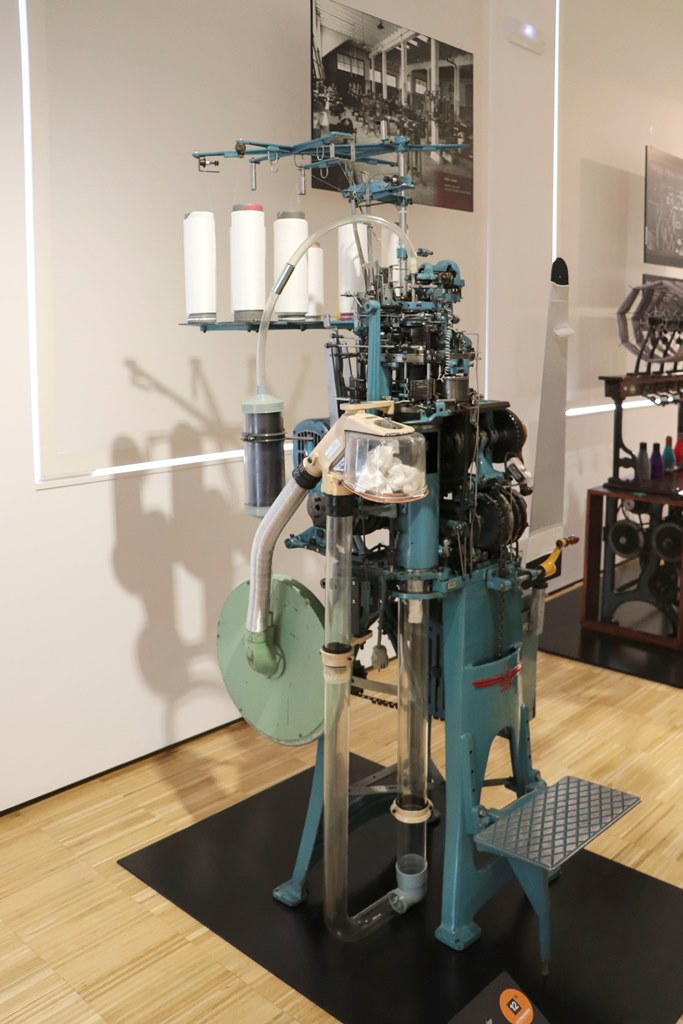
Telar circular 1965
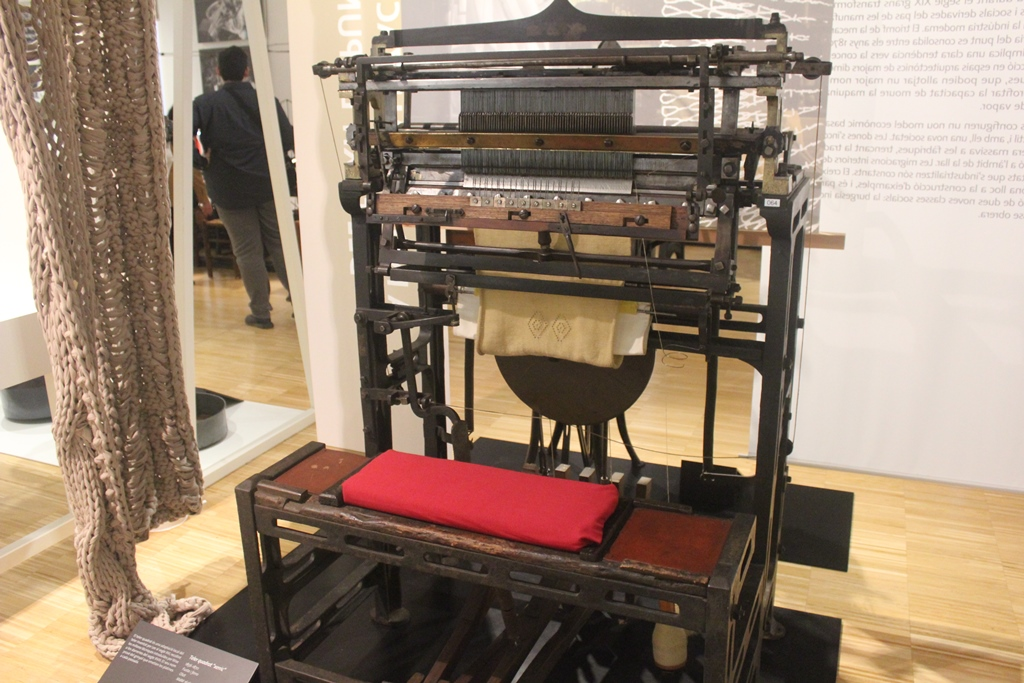
Telar quadrado
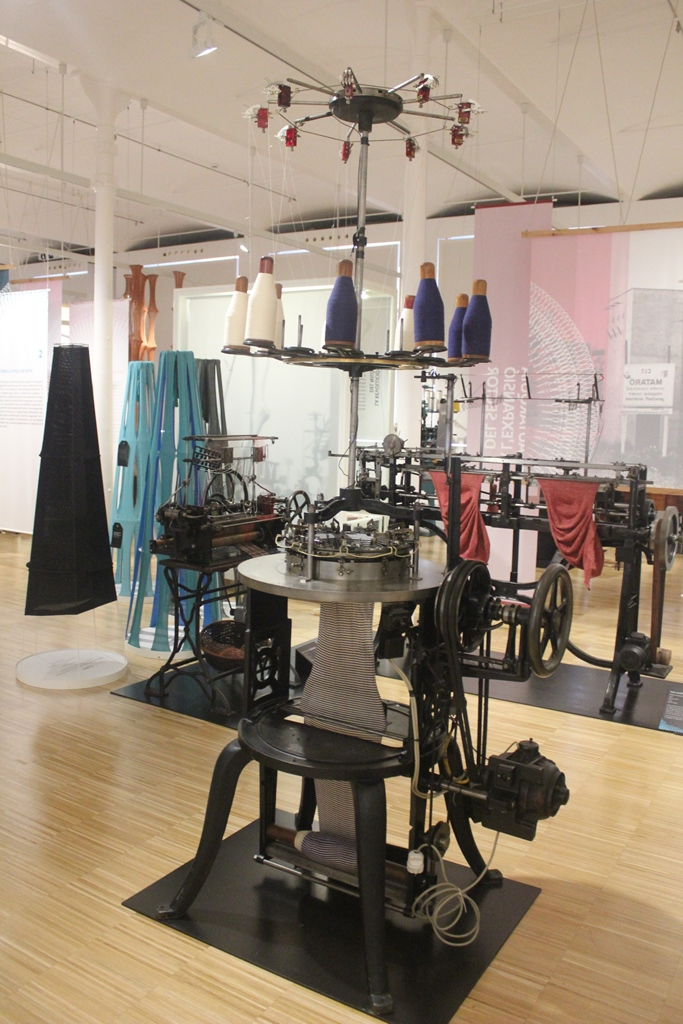
Telar circular

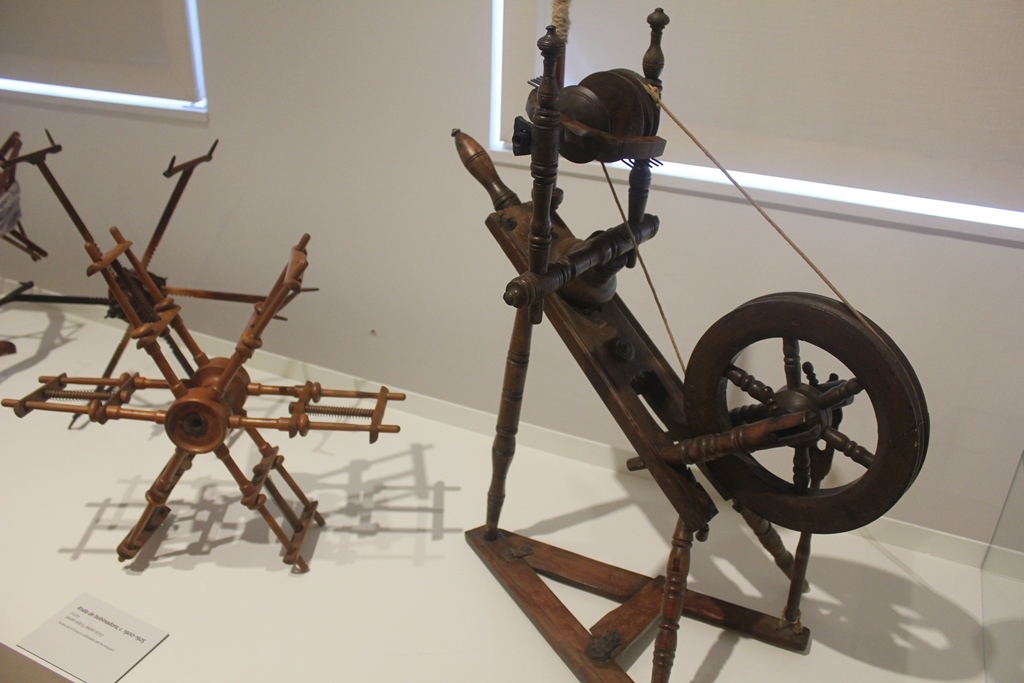
Máquina de hilar
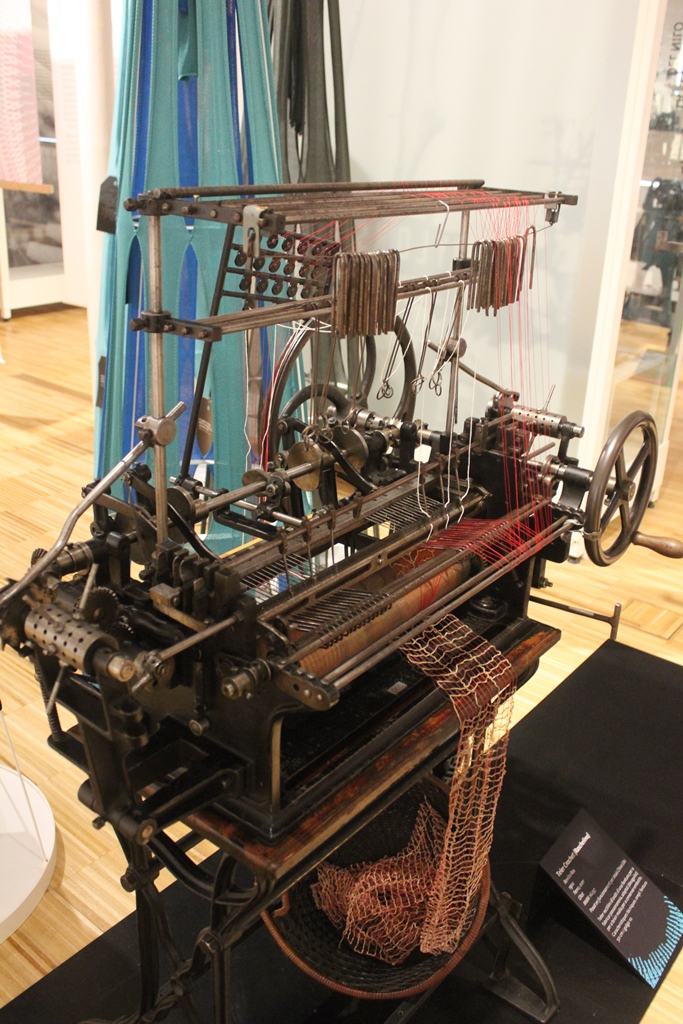
Telar rectiliniar crochet 1910
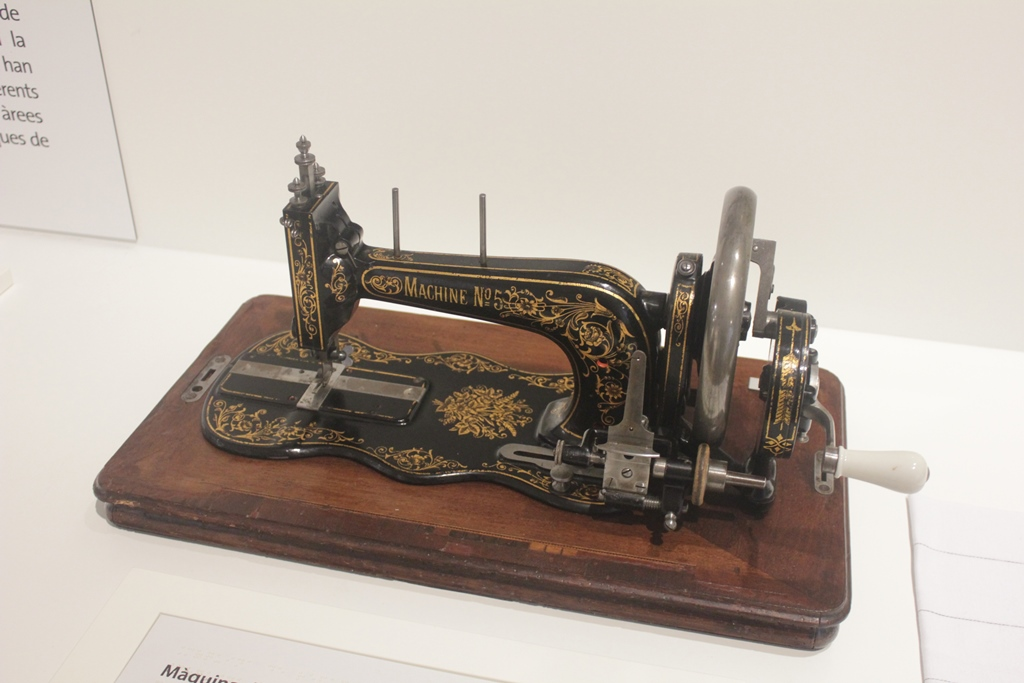
Máquina de coser
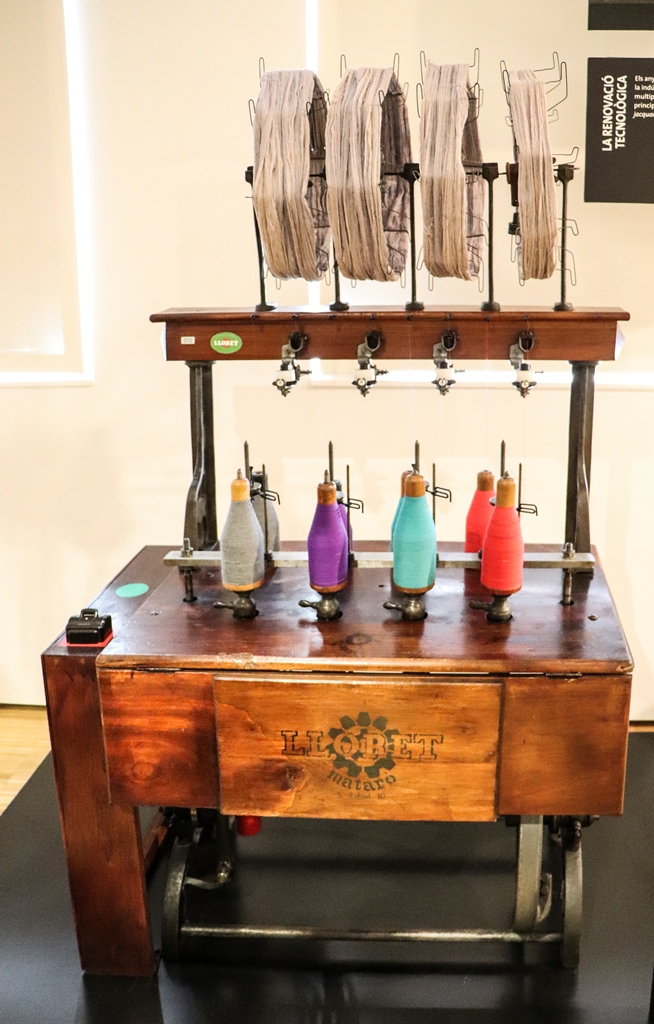
Bobinadora

## Segunda planta: Reserva de las colecciones textiles

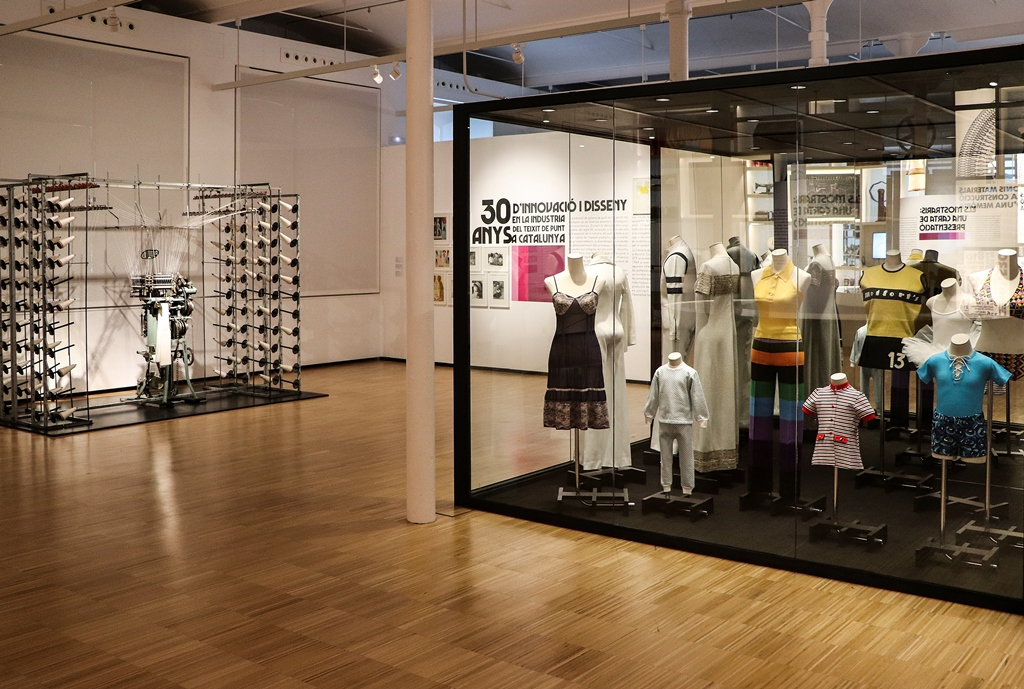
Segunda planta

La segunda planta tiene una doble funcionalidad: Almacén y zona de documentación, preservación e investigación por un lado y muestra de una selección de piezas de indumentaria de los años 1960 al 1980 y testimonios de testigos sociales por el otro lado.